# Барра-ду-Шоса
Барра-ду-Шоса (порт. Barra do Choça) — муниципалитет в Бразилии, входит в штат Баия. Составная часть мезорегиона Юго-центральная часть штата Баия. Входит в экономико-статистический микрорегион Витория-да-Конкиста. Население составляет 52 583 человека на 2006 год. Занимает площадь 778,335 км². Плотность населения — 67,4 чел./км².

## Статистика
- Валовой внутренний продукт на 2003 год составляет 89 773 367,00 реалов (данные: Бразильский институт географии и статистики).
- Валовой внутренний продукт на душу населения на 2003 год составляет 1905,33 реалов (данные: Бразильский институт географии и статистики).
- Индекс развития человеческого потенциала на 2000 год составляет 0,603 (данные: Программа развития ООН).